# Campeonato Sudamericano Femenino Sub-17 de 2022

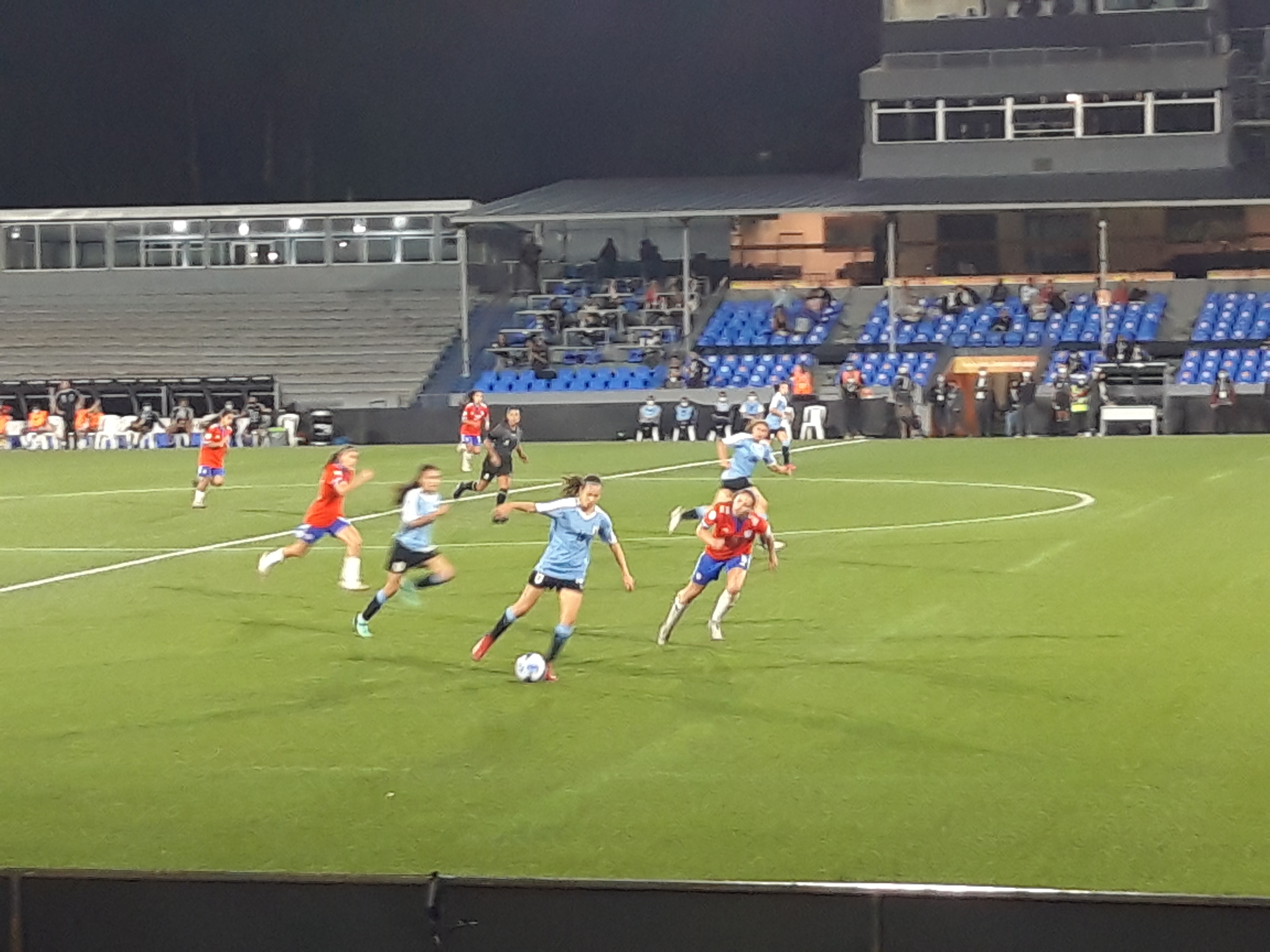
Partido entre Uruguay y Chile

El Campeonato Sudamericano Femenino Sub-17 de 2022 fue la VII edición de este torneo que se celebra cada dos años desde 2008. Esta edición del evento se realizó en la ciudad de Montevideo, Uruguay.
En el campeonato participaron las selecciones nacionales femeninas sub-17 de todos los países cuyas federaciones estén afiliadas a la Conmebol. Los tres primeros lugares obtuvieron una plaza a la Copa Mundial Femenina de Fútbol Sub-17 de 2022 a disputarse en India.
Esta edición se jugó en Uruguay, ya que la edición 2020 se iba a disputar en este mismo país. Sin embargo, debido a la COVID-19, había sido suspendida.

## Equipos participantes
Participan las diez selecciones nacionales de fútbol afiliadas a la Conmebol.
| Equipos participantes | Equipos participantes | Equipos participantes | Equipos participantes | Equipos participantes |
| --------------------- | --------------------- | --------------------- | --------------------- | --------------------- |
| Argentina             | Bolivia               | Brasil                | Chile                 | Colombia              |
| Ecuador               | Paraguay              | Perú                  | Uruguay               | Venezuela             |

## Sedes
- El torneo se desarrolló únicamente en la ciudad de Montevideo.
| Montevideo        |
| ----------------- |
| Estadio Charrúa   |
| Capacidad: 11.226 |
|                   |

## Primera fase
Los diez equipos participantes en la primera fase se dividieron en dos grupos de cinco equipos cada uno. Luego de una liguilla simple (a una sola rueda de partidos), pasarán a segunda ronda los equipos que ocuparon las posiciones primera y segunda de cada grupo.
En caso de empate en puntos en cualquiera de las posiciones, la clasificación se determinará siguiendo en orden los siguientes criterios:
- El resultado del partido jugado entre los equipos empatados.
- Diferencia de goles.
- Cantidad de goles marcados.
- Menor cantidad de tarjetas rojas.
- Menor cantidad de tarjetas amarillas.
- Por sorteo.

Los partidos para la primera fase en tanto, fueron sorteados el 11 de febrero de 2022.

### Grupo A
| Equipo   | Pts. | PJ | PG | PE | PP | GF | GC | Dif. |
| -------- | ---- | -- | -- | -- | -- | -- | -- | ---- |
| Colombia | 12   | 4  | 4  | 0  | 0  | 15 | 1  | +14  |
| Chile    | 7    | 4  | 2  | 1  | 1  | 6  | 4  | +2   |
| Ecuador  | 6    | 4  | 2  | 0  | 2  | 5  | 7  | -2   |
| Uruguay  | 4    | 4  | 1  | 1  | 2  | 4  | 4  | 0    |
| Perú     | 0    | 4  | 0  | 0  | 4  | 1  | 15 | -14  |

| 1 de marzo de 2022, 16:00 (GMT-3) | Ecuador | 0:1 (0:1) | Chile             | Estadio Charrúa, Montevideo |                             |
|                                   |         | Reporte   | Emma González 18' | Árbitro(s): Andrea Siqueira | Árbitro(s): Andrea Siqueira |

| 1 de marzo de 2022, 18:30 (GMT-3) | Uruguay                                       | 2:0 (2:0) | Perú | Estadio Charrúa, Montevideo     |                                 |
|                                   | Julieta Morales 15' · Antonella Mazziotto 35' | Reporte   |      | Árbitro(s): María Eugenia Rocco | Árbitro(s): María Eugenia Rocco |

- Equipo libre:  Colombia.

| 3 de marzo de 2022, 16:00 (GMT-3) | Perú | 0:7 (0:3) | Colombia                                                                                           | Estadio Charrúa, Montevideo    |                                |
|                                   |      | Reporte   | Linda Caicedo 18' 19' · Yésica Muñoz 45+1' 80' 87' · Gabriela Rodríguez 48' · Orianna Quintero 76' | Árbitro(s): Alejandra Quisbert | Árbitro(s): Alejandra Quisbert |

| 3 de marzo de 2022, 18:30 (GMT-3) | Uruguay             | 1:2 (0:1) | Ecuador                               | Estadio Charrúa, Montevideo |                            |
|                                   | Julieta Morales 87' | Reporte   | Lía Rodríguez 19' · María Mayorga 64' | Árbitro(s): Angelina Rodas  | Árbitro(s): Angelina Rodas |

- Equipo libre:  Chile.

| 5 de marzo de 2022, 18:00 (GMT-3) | Perú                | 1:3 (1:1) | Ecuador                                                         | Estadio Charrúa, Montevideo  |                              |
|                                   | Valerie Gherson 28' | Reporte   | Maritxell Cazares 25' · Jael Montalvo 60' · Karen Litardo 90+3' | Árbitro(s): Gabriela Coronel | Árbitro(s): Gabriela Coronel |

| 5 de marzo de 2022, 20:30 (GMT-3) | Colombia                                                 | 3:1 (3:1) | Chile                 | Estadio Charrúa, Montevideo     |                                 |
|                                   | Linda Caicedo 11' · Karla Torres 21' · Juana Ortegón 35' | Reporte   | Anaís Cifuentes 45+1' | Árbitro(s): Andreza de Siqueira | Árbitro(s): Andreza de Siqueira |

- Equipo libre:  Uruguay.

| 7 de marzo de 2022, 16:00 (GMT-3) | Colombia                                                                              | 4:0 (3:0) | Ecuador | Estadio Charrúa, Montevideo      |                                  |
|                                   | Juana Escobar 11' · Mary José Álvarez 16' · Karla Torres 39' · Ana María Guzmán 90+1' | Reporte   |         | Árbitro(s): María Eugenia Herrán | Árbitro(s): María Eugenia Herrán |

| 7 de marzo de 2022, 18:30 (GMT-3) | Uruguay          | 1:1 (0:0) | Chile                | Estadio Charrúa, Montevideo  |                              |
|                                   | Ilana Guedes 87' | Reporte   | Natsumy Millones 68' | Árbitro(s): Gabriela Coronel | Árbitro(s): Gabriela Coronel |

- Equipo libre:  Perú.

| 9 de marzo de 2022, 16:00 (GMT-3) | Chile                                                      | 3:0 (1:0) | Perú | Estadio Charrúa, Montevideo    |                                |
|                                   | Catalina Figueroa 37' · Maitte Tapia 81' · Tali Rovner 87' | Reporte   |      | Árbitro(s): Alejandra Quisbert | Árbitro(s): Alejandra Quisbert |

| 9 de marzo de 2022, 18:30 (GMT-3) | Uruguay | 0:1 (0:0) | Colombia           | Estadio Charrúa, Montevideo |                            |
|                                   |         | Reporte   | Karla Torres 90+3' | Árbitro(s): Angelina Rodas  | Árbitro(s): Angelina Rodas |

- Equipo libre:  Ecuador.

### Grupo B
| Equipo    | Pts. | PJ | PG | PE | PP | GF | GC | Dif. |
| --------- | ---- | -- | -- | -- | -- | -- | -- | ---- |
| Brasil    | 12   | 4  | 4  | 0  | 0  | 21 | 0  | +21  |
| Paraguay  | 7    | 4  | 2  | 1  | 1  | 9  | 7  | +2   |
| Argentina | 7    | 4  | 2  | 1  | 1  | 6  | 4  | +2   |
| Venezuela | 3    | 4  | 1  | 0  | 3  | 2  | 11 | -9   |
| Bolivia   | 0    | 4  | 0  | 0  | 4  | 2  | 18 | -16  |

| 2 de marzo de 2022, 16:00 (GMT-3) | Bolivia            | 1:5 (1:4) | Paraguay                                                                    | Estadio Charrúa, Montevideo |                             |
|                                   | Yadhira Pedraza 3' | Reporte   | Fátima Acosta 31' 45+2' · Fiorella Fernández 38' 78' · Adriana Martínez 45' | Árbitro(s): Paula Fernández | Árbitro(s): Paula Fernández |

| 2 de marzo de 2022, 18:30 (GMT-3) | Argentina | 0:3 (0:2) | Brasil                      | Estadio Charrúa, Montevideo |                          |
|                                   |           | Reporte   | Aline 21' 52' · Jhonson 27' | Árbitro(s): Nadia Fuques    | Árbitro(s): Nadia Fuques |

- Equipo libre:  Venezuela.

| 4 de marzo de 2022, 16:00 (GMT-3) | Argentina         | 1:0 (1:0) | Venezuela | Estadio Charrúa, Montevideo |                        |
|                                   | Juana Cangaro 17' | Reporte   |           | Árbitro(s): Gaby Oncoy      | Árbitro(s): Gaby Oncoy |

| 4 de marzo de 2022, 18:30 (GMT-3) | Bolivia | 0:7 (0:5) | Brasil                                                                                     | Estadio Charrúa, Montevideo |                            |
|                                   |         | Reporte   | Jhonson 7' 52' · Ana Julia 17' · Lara Dantas 19' · Dudinha 21' 45+1' · Natalia Vendito 82' | Árbitro(s): Yomara Salazar  | Árbitro(s): Yomara Salazar |

- Equipo libre:  Paraguay.

| 6 de marzo de 2022, 18:00 (GMT-3) | Argentina                                      | 4:0 (0:0) | Bolivia | Estadio Charrúa, Montevideo |                             |
|                                   | Kishi Núñez 46' 68' · Delfina Lombardi 60' 70' | Reporte   |         | Árbitro(s): Paula Fernández | Árbitro(s): Paula Fernández |

| 6 de marzo de 2022, 20:30 (GMT-3) | Venezuela | 0:3 (0:2) | Paraguay                                                       | Estadio Charrúa, Montevideo |                          |
|                                   |           | Reporte   | Fátima Acosta 15' · Adriana Martínez 19' · Pamela Villalba 79' | Árbitro(s): Nadia Fuques    | Árbitro(s): Nadia Fuques |

- Equipo libre:  Brasil.

| 8 de marzo de 2022, 16:00 (GMT-3) | Venezuela                                      | 2:1 (0:0) | Bolivia            | Estadio Charrúa, Montevideo    |                                |
|                                   | Efranyely Aguiar 89' · Fernanda Quintero 90+1' | Reporte   | Tatiana Soleto 61' | Árbitro(s): Verónica Guazhambo | Árbitro(s): Verónica Guazhambo |

| 8 de marzo de 2022, 18:30 (GMT-3) | Paraguay | 0:5 (0:5) | Brasil                                                   | Estadio Charrúa, Montevideo |                        |
|                                   |          | Reporte   | Aline 11' · Ana Julia 28' · Jhonson 32' 41' · Kedima 38' | Árbitro(s): Gaby Oncoy      | Árbitro(s): Gaby Oncoy |

- Equipo libre:  Argentina.

| 10 de marzo de 2022, 16:00 (GMT-3) | Paraguay          | 1:1 (0:1) | Argentina          | Estadio Charrúa, Montevideo |                          |
|                                    | Fátima Acosta 60' | Reporte   | Nazarena Viola 17' | Árbitro(s): Nadia Fuques    | Árbitro(s): Nadia Fuques |

| 10 de marzo de 2022, 18:30 (GMT-3) | Brasil                                                               | 6:0 (4:0) | Venezuela | Estadio Charrúa, Montevideo |                            |
|                                    | Jhonson 4' 39' · Flavinha 6' · Carol 26' · Rhaissa 65' · Dudinha 77' | Reporte   |           | Árbitro(s): Yomara Salazar  | Árbitro(s): Yomara Salazar |

- Equipo libre:  Bolivia.

## Cuadrangular final
| Equipo   | Pts. | PJ | PG | PE | PP | GF | GC | Dif |
| -------- | ---- | -- | -- | -- | -- | -- | -- | --- |
| Brasil   | 9    | 3  | 3  | 0  | 0  | 12 | 0  | +12 |
| Colombia | 6    | 3  | 2  | 0  | 1  | 5  | 1  | +4  |
| Chile    | 3    | 3  | 1  | 0  | 2  | 2  | 11 | -9  |
| Paraguay | 0    | 3  | 0  | 0  | 3  | 0  | 7  | -7  |

|  | Clasificado para la Copa Mundial Femenina de Fútbol Sub-17 de 2022. |

| 13 de marzo de 2022, 18:00 (GMT-3) | Brasil                                                                               | 8:0 (5:0) | Chile | Estadio Charrúa, Montevideo    |                                |
|                                    | Jhonson 3' 45' · Aline 5' 85' · Ana Julia 30' · Carol 41' · Dudinha 48' · Rebeca 61' | Reporte   |       | Árbitro(s): Verónica Guazhambo | Árbitro(s): Verónica Guazhambo |

| 13 de marzo de 2022, 20:30 (GMT-3) | Colombia                                    | 2:0 (1:0) | Paraguay | Estadio Charrúa, Montevideo      |                                  |
|                                    | Gabriela Rodríguez 8' · Linda Caicedo 90+3' | Reporte   |          | Árbitro(s): María Eugenia Herrán | Árbitro(s): María Eugenia Herrán |

| 16 de marzo de 2022, 16:00 (GMT-3) | Chile | 0:3 (0:1) | Colombia                                                 | Estadio Charrúa, Montevideo |                          |
|                                    |       | Reporte   | Karla Torres 8' · Linda Caicedo 74' · Sintia Cabezas 79' | Árbitro(s): Nadia Fuques    | Árbitro(s): Nadia Fuques |

| 16 de marzo de 2022, 18:30 (GMT-3) | Paraguay | 0:3 (0:1) | Brasil                                | Estadio Charrúa, Montevideo |                        |
|                                    |          | Reporte   | Aline 11' · Dudinha 52' · Rhaissa 86' | Árbitro(s): Gaby Oncoy      | Árbitro(s): Gaby Oncoy |

| 19 de marzo de 2022, 18:00 (GMT-3) | Paraguay | 0:2 (0:0) | Chile                                       | Estadio Charrúa, Montevideo  |                              |
|                                    |          | Reporte   | Maitte Tapia 84' · Katherine Cubillos 90+2' | Árbitro(s): Gabriela Coronel | Árbitro(s): Gabriela Coronel |

| 19 de marzo de 2022, 20:30 (GMT-3) | Colombia | 0:1 (0:0) | Brasil      | Estadio Charrúa, Montevideo    |                                |
|                                    |          | Reporte   | Rhaissa 76' | Árbitro(s): Alejandra Quisbert | Árbitro(s): Alejandra Quisbert |

|                           |
| Bandera de Brasil         |
| Campeón Brasil 4.º título |

## Clasificados aIndia 2022
| Bandera de Brasil | Bandera de Colombia | Bandera de Chile |
| Brasil            | Colombia            | Chile            |
| ----------------- | ------------------- | ---------------- |

## Estadísticas
Actualización: 19 de marzo de 2022.

### Tabla general
| Pos. | Equipo    | Pts | PJ | PG | PE | PP | GF | GC | Dif. | Rend. |
| ---- | --------- | --- | -- | -- | -- | -- | -- | -- | ---- | ----- |
| 1    | Brasil    | 21  | 7  | 7  | 0  | 0  | 33 | 0  | +33  | 100%  |
| 2    | Colombia  | 18  | 7  | 6  | 0  | 1  | 20 | 2  | +18  | 85,7% |
| 3    | Chile     | 10  | 7  | 3  | 1  | 3  | 8  | 15 | -7   | 47,6% |
| 4    | Paraguay  | 7   | 7  | 2  | 1  | 4  | 9  | 14 | -5   | 33,3% |
| 5    | Argentina | 7   | 4  | 2  | 1  | 1  | 6  | 4  | +2   | 58%   |
| 6    | Ecuador   | 6   | 4  | 2  | 0  | 2  | 5  | 7  | -2   | 50%   |
| 7    | Uruguay   | 4   | 4  | 1  | 1  | 2  | 4  | 4  | 0    | 33%   |
| 8    | Venezuela | 3   | 4  | 1  | 0  | 3  | 2  | 11 | -9   | 25%   |
| 9    | Perú      | 0   | 4  | 0  | 0  | 4  | 1  | 15 | -14  | 0%    |
| 10   | Bolivia   | 0   | 4  | 0  | 0  | 4  | 2  | 18 | -16  | 0%    |

### Goleadoras
| Jugadora      | Selección | Goles |
| ------------- | --------- | ----- |
| Jhonson       | Brasil    | 9     |
| Aline         | Brasil    | 6     |
| Dudinha       | Brasil    | 5     |
| Linda Caicedo | Colombia  | 5     |
| Karla Torres  | Colombia  | 4     |
| Fátima Acosta | Paraguay  | 4     |
| Ana Julia     | Brasil    | 3     |
| Rhaissa       | Brasil    | 3     |
| Yésica Muñoz  | Colombia  | 3     |

## Derechos de transmisión
- Argentina: DirecTV Sports
- Bolivia: Facebook Watch Conmebol
- Brasil: SBT/SporTV
- Chile: DirecTV Sports/Canal 13[2]
- Colombia: DirecTV Sports/Señal Colombia
- Ecuador: DirecTV Sports
- Estados Unidos: Fox/Univision
- Paraguay: Facebook Watch Conmebol
- Perú: DirecTV Sports
- Uruguay: DirecTV Sports
- Venezuela: DirecTV Sports/La Tele Tuya